# نوح اشمیت
نوح اشمیت (انگلیسی: Noah Schmitt؛ زادهٔ ۲۰ سپتامبر ۱۹۹۹) بازیکن فوتبال اهل آلمان است.
از باشگاه‌هایی که در آن بازی کرده‌است می‌توان به باشگاه فوتبال آینتراخت فرانکفورت اشاره کرد.